# Simándi József (bábművész)
Simándi József (Tata, 1916. november 17. – Budapest, 2002. szeptember 5.) magyar színész, bábszínész, rendező.

## Élete
1936-ban a Komárom-Esztergom Megyei Hírlap segédújságírója volt, majd leszerződött egy vándorszínész-társulathoz. Az Országos Színészegyesület Színészképző Iskolájában tett vizsga után Tolnay Andor szerződtette 1942-ig. 1944–48 között Hlatky László társulatában játszott. 1948-tól egy magánbábszínházban maguk készítette bábokkal, az Artista Egyesület mutatványosengedélyével járta az országot. 1949-től 1958-ig az Állami Bábszínház színésze és rendezője, majd 1957–58-ban megbízott igazgatója volt. 1956-ban tanulmányúton járt Moszkvában, Leningrádban, Rigában és Taskentben. 1958-tól 1971-ig a József Attila Művelődési Központ igazgatója volt. Hősszerepektől induló nagy erejű karakterszínész volt.

## Főbb szerepei
- Fekete Ödön bariton (Kovács Dénes–Vajda Albert–Darvas Szilárd: Sztárparádé)
- Morzsi (Bálint Ágnes: Mi újság a Futrinka utcában?)

## Főbb rendezései
- Hans Christian Andersen: Babvirág, A bűvös tűzszerszám
- Lev Polivanov: Csintalan bocsok
- Darvas Szilárd–Gádor Béla–Vajda Albert: Aki hallja, adja át
- Darvas Szilárd–Simándi József–Szenes Iván: Elhajolni tilos

## Filmes és televíziós szerepei
- Mi újság a Futrinka utcában? (1961–1964)
- Dugasz Matyi birodalma (1966)
- Görög Ilona (bábfilm) 1966)
- Futrinka utca (1979)
- Kunkori és a kandúrvarázsló (1980)
- Százszorszép (1982)
- Süsü, a sárkány (televíziós sorozat) (1977–1984)
- Kicsi a bors… (1985)
- Tűrhető Lajos (1988)